# Gabriel Radomir
Gabriel Radomir fut tsar de la Bulgarie de 6 octobre 1014 jusqu'en août ou septembre 1015.

## Biographie
Gabriel Radomir appelé également « Romain » était le fils de Samuel Ier de Bulgarie et d'Agathe fille de Jean Chysèlios prôteuôn de Dyrrachion.
Il accède au trône après la mort de son père. Régnant au même temps que l'empereur Basile II qui avait détruit l'armée de son père, Gabriel sait néanmoins reconstituer une armée, avec laquelle il pille le territoire de l'empire byzantin, atteignant même les abords de Constantinople. Malheureusement pour lui, les Byzantins reçoivent l'aide de son cousin Iwan Wladislav, dont Radomir avait sauvé la vie lors du meurtre de son père Aaron en 987. Ivan assassine Radomir lors d'une partie de chasse près d'Ostrovo et s'empara du trône. Radomir avait régné environ dix mois.

## Unions et postérité
Gabriel Radomir se maria deux fois : en 973 avec une fille non nommée sœur du roi Étienne Ier de Hongrie qu'il chassa en 988 alors qu'elle était enceinte de lui puis en 988 avec Hélène ou Irène, une Grecque qu'il avait faite prisonnière à Larissa et fut assassinée en 1015.
Il laissa deux filles et cinq fils dont un avait eu les yeux crevés. Ils furent capturés par Basile II à Ochrida lors de la reddition de la tsarine Marie la veuve d'Ivan Vladislav en 1018. Parmi eux peut-être :
- Pierre II de Bulgarie qui essaiera de redonner l'indépendance à la Bulgarie plusieurs décennies plus tard ;
- une fille, mariée avec Stepan Dobroslav, seigneur de Dioclée.